# Selkirkshire

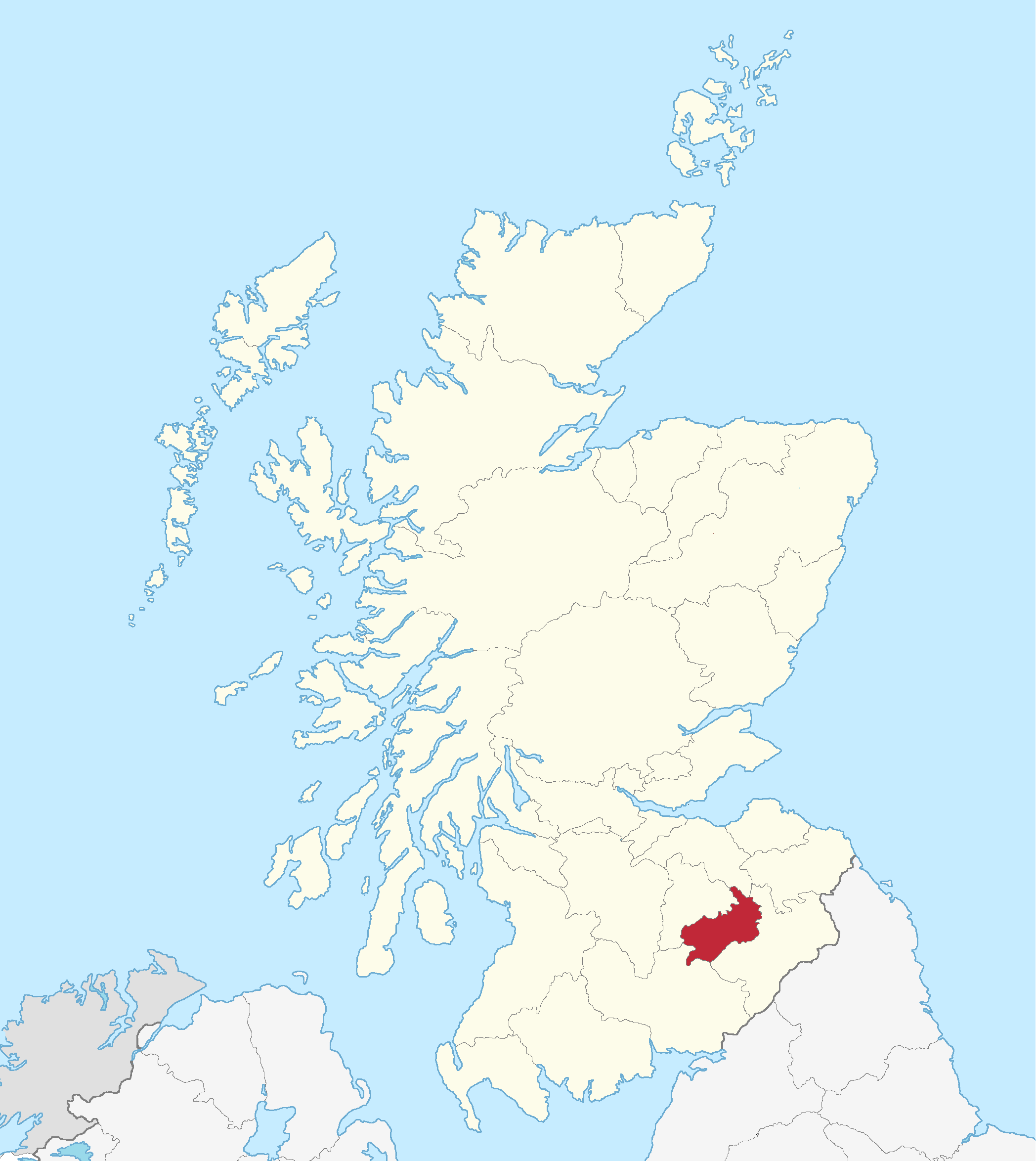
Lage von Selkirkshire in Schottland

Selkirkshire (schottisch-gälisch Siorrachd Shalcraig) ist eine traditionelle Grafschaft im Südosten von Schottland. Historische Hauptstadt und namensgebender Ort ist die Stadt Selkirk.
Als Verwaltungsgrafschaft bestand Selkirkshire zwischen 1890 und 1975 und ging dann im Districts Ettrick and Lauderdale der Region Borders auf. Die Region Borders mit ihren Districts wurde 1996 aufgelöst und in die Unitary Authority Scottish Borders umgebildet. 